# لنبدر دیفرین کلوید
لنبدر دیفرین کلوید (به انگلیسی: Llanbedr-Dyffryn-Clwyd) یک منطقهٔ مسکونی در بریتانیا است که در دنبیشر واقع شده‌است. لنبدر دیفرین کلوید ۷۸۷ نفر جمعیت دارد.